# Brusten himmel
Brusten himmel är en svensk dramafilm från 1982 med manus och regi av Ingrid Thulin. Åldersgränsen på bio var 11 år.

## Handling
13-åriga Erika bor i Norrbotten med sina föräldrar och sin farmor under 1940-talet. Familjesituationen är problematisk och Erika drömmer om en annan värld där hon kan leva sitt eget liv.

## Om filmen
Inspelningen ägde rum i Filmhuset i Stockholm och exteriörscenerna spelades in i Ragunda från mars till juli 1981. Den är delvis självbiografisk. Filmmusiken består av verk från 1800-talet och början av 1900-talet, bland annat Glädjens blomster, arrangerad av Hugo Alfvén, och Gläns över sjö och strand som skrevs av Viktor Rydberg och tonsattes av Alice Tegnér.
Brusten himmel har visats i SVT, bland annat 1984, 1991, 2007 och 2021.

## Rollista i urval
| Susanna Käll     | – Erika             |
| Tommy Berggren   | – Axel, Erikas far  |
| Margaretha Krook | – Erikas farmor     |
| Agneta Eckemyr   | – Märta, Erikas mor |
| Svea Holst       | – Erikas mormor     |
| Fillie Lyckow    | – Erikas moster     |
| Ernst Günther    | – Molin, polis      |

## Utmärkelser
Brusten himmel vann festivalpris i Karlovy Vary 1982 och gav Ingrid Thulin pris i Chicago samma år. Den belönades även med Svenska Filminstitutets kvalitetsbidrag 1983.